# Valentino Pasini
Valentino Pasini (Schio, 23 settembre 1806 – Torino, 4 aprile 1864) è stato un patriota e politico italiano.

## Biografia

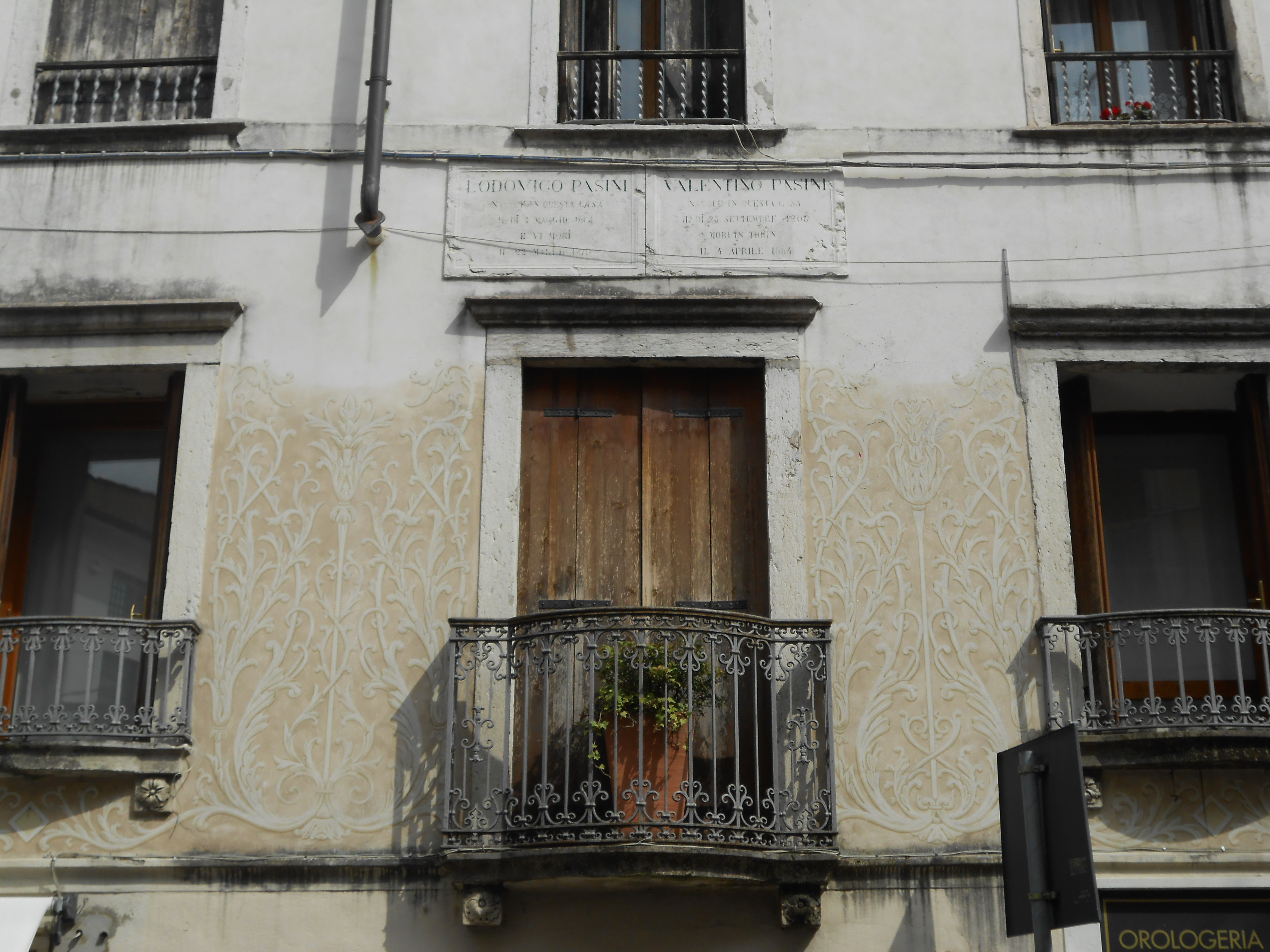
casa natale di Lodovico Pasini e Valentino Pasini

Fratello minore di Lodovico Pasini, fu anch'egli una spiccata personalità del Risorgimento, collaborando con gli scritti e con l'azione alla lotta per l'indipendenza.
Laureatosi in giurisprudenza a Padova nel 1827, esercitò la professione di giureconsulto, dedicandosi altresì allo studio delle scienze economiche e sociali, con particolare riguardo all'economia pratica dell'industria agricola. Nel 1836 ebbe un figlio, Eleonoro, che nel 1877 donò al Museo di Vicenza le importanti raccolte geologiche, collezionate dallo zio Lodovico nella sua casa di Schio.
Nel 1848 partecipò alla sollevazione di Vicenza contro gli austriaci e divenne membro del governo provvisorio. Come delegato della rinata Repubblica di San Marco fu inviato in diverse capitali europee, a Torino, Parigi, Bruxelles e Berlino. Per rendere meno dura la resa di Venezia, nel luglio 1849 si recò a Vienna. Condannato all'esilio, si stabilì prima a Lugano, poi a Torino.
Ritornato a Vicenza nel 1853, si occupò ancora di problemi economico-finanziari che trattò sia in studi, sia dal punto di vista pratico, nella Compagnia delle Assicurazioni generali di Trieste e di Venezia, sia anche avanzando, nel 1858, proposte per la riforma dell'imposta fondiaria nel regno Lombardo-Veneto. In questo periodo mantenne un contegno fiero e dignitoso, tanto che di lui si disse: "Pur passando ogni dì sotto della forca, seppe mostrare come, rimanendo nella Patria infelice, si possa serbar fede all'Italia e difendere la libertà dell'animo e la dignità della vita".
Riparato a Firenze nell'autunno del 1858, insegnò come docente di diritto costituzionale e amministrativo presso l'Istituto di perfezionamento fondato in quella città da Bettino Ricasoli e di lì passò poi a Torino. Benché in esilio, nel 1861 entrò a far parte della Camera dei deputati del Regno d'Italia, dove si occupò di problemi economici e finanziari, spesso ricoprendo l'incarico di relatore.
Morì, ancora in esilio, a Torino nel 1864. La città di Vicenza nel 1881 ha intitolato ai due fratelli Pasini una via del centro storico e la città di Schio ha eretto un monumento a loro dedicato nel 1906; sempre a Schio una via del centro è intitolata ai fratelli.

## Opere
- Sulla questione politica lombardo-veneta, Venezia 1848
- L'amministrazione finanziaria dell'Austria nel regno Lombardo-Veneto avanti la rivoluzione del 1848,  Losanna, 1850
- Alcuni episodi della guerra nazionale nel Veneto durante la primavera del 1848, a cura di E. Pasini, Vicenza 1898
- Questioni di economia pratica, con riguardo all'industria agricola delle provincie venete, Venezia 1858
- Sulla necessità nazionale e legislativa di accordare al regno Lombardo-Veneto la perequazione della sua imposta prediale con quella delle provincie tedesche, 2ª ed., Venezia 1858
- Ancora sulla perequazione dell'imposta fondiaria tra il regno lombardo-veneto e le prov. tedesche, Verona 1858
- L'Autriche et le royaume lombardo-vénitien au point de vue financier, Firenze 1859